# You're Makin' Me High
Singles de Toni Braxton
I Belong to You/How Many Ways
(1994) Un-Break My Heart
(1996)
You're Makin' Me High est une chanson de l'artiste américaine Toni Braxton issue de son second album studio Secrets. Elle sort en single le 21 mai 1996 sous le label LaFace Records. Elle sort en double Face A avec Let It Flow. La chanson est écrite et composée par Babyface et Bryce Wilson.

## Composition
You're Makin' Me High  est un titre R&B, qui dévoile de manière plus sexy que la chanson précédente sur l'album, les fantasmes de Toni[réf. nécessaire].

## Performance commerciale
La chanson s'érige à la 1re place du Billboard Hot 100, mais aussi au 1er rang du Hot Dance Club Songs et du Hot R&B/Hip-Hop Songs.

## Vidéoclip
Le vidéoclip qui illustre la chanson est réalisé par Bille Woodruff. Elle y dévoile Toni accompagnée de Erika Alexander, Vivica A. Fox et Tisha Campbell-Martin, jugent le strip-tease de plusieurs hommes qui défilent. Toni Braxton You're Makin' Me High vidéo officielle Youtube

## Récompense
La chanson remporte un Grammy Award de la meilleure prestation vocale R&B féminine en 1997.

## Crédits
Informations issues et adaptées du livret de Secrets (LaFace Records, Arista, 1996) et du site discogs.
- Toni Braxton : interprète principale, chœurs
- Kenneth "Babyface" Edmonds : auteur, compositeur, claviers, guitare, chœurs, producteur
- Bryce Wilson : auteur, compositeur, claviers, programmations, producteur
- Chanté Moore, Marc Nelson, Jakkai Butler : chœurs
- Brad Gilderman : enregistrement
- Russell Elevado : enregistrement
- Bassy Bob Brockman : mixage
- Paul Boutin, Robbes Stieglietz, Bryan Reminic : ingénieurs du son assistants
- Randy Walker : programmation midi

## Classement hebdomadaire
| Classement (1996)                          | Meilleure position |
| ------------------------------------------ | ------------------ |
| Allemagne (Media Control AG)               | 47                 |
| Australie (ARIA)                           | 2                  |
| Canada (RPM Top 100 Singles)               | 5                  |
| Irlande (Irish Recorded Music Association) | 21                 |
| Nouvelle-Zélande (RMNZ)                    | 5                  |
| Pays-Bas (Nederlandse Top 40)              | 13                 |
| Royaume-Uni (UK Singles Chart)             | 7                  |
| Suède (Sverigetopplistan)                  | 11                 |
| États-Unis (Hot 100)                       | 1                  |
| États-Unis (R&B/Hip-Hop Songs)             | 1                  |
| États-Unis (Pop Airplay)                   | 6                  |
| États-Unis (Dance Club Songs)              | 1                  |